# EHF Cup 2018-2019 (pallamano maschile)
L'EHF Cup 2018-2019 è stata la 38ª edizione della EHF Cup, la seconda coppa per club più importante d'Europa ed è organizzata dall'European Handball Federation (EHF),ed è la quinta edizione dopo la fusione con l'EHF Cup Winners' Cup.

## Qualificazioni
Le qualificazioni consistono in tre round di qualificazione. Al primo turno giovano le squadre con ranking più basso. I vincitori al termine delle gare di andata a e di ritorno passano al turno successivo. Al termine del terzo turno le squadre vincitrici si qualificano per la fase a gironi.
Per ogni turno la prima estratta al sorteggio gioca le partite in casa. Tuttavia, si può richiedere di giocare le gare di andata e ritorno nella stessa sede.

### Round 1
Un totale di 22 squadre si sono qualificate al primo turno di qualificazione. Le gare di andata sono state giocate tra il 1 e il 2 settembre mentre le gare di ritorno tra 3 e 8 settembre 2018.
| Squadra 1                     | Totale | Squadra 2             | Andata | Ritorno |
| ----------------------------- | ------ | --------------------- | ------ | ------- |
| SG INSIGNIS Handball Westwien | 54–55  | OCI-Lions             | 26–25  | 28–30   |
| B.S.B. Batumi                 | 42–67  | KH BESA Famiglia      | 20–30  | 22–37   |
| Põlva Serviti                 | 51–53  | BSV Berna             | 26–26  | 25–27   |
| Talent M.A.T. Plzeň           | 69–24  | Glasgow HC            | 39–12  | 30–12   |
| FC Porto                      | 68–45  | Potaissa Turda        | 41–21  | 27–24   |
| RK Želežničar 1949 Nis        | 56–59  | Kaerjeng HB           | 30–27  | 26–32   |
| RK Koper                      | 49–56  | Kadetten Schaffhausen | 25–25  | 24–31   |
| Selfoss                       | 60–55  | Klaipeda Dragunas     | 34–28  | 26–27   |
| Alingsås HK                   | 48–51  | RK Gorenje Velenje    | 26–23  | 22–28   |
| GRK Varaždin 1930             | 50–55  | CSA Steaua Bucaresti  | 25–26  | 25–29   |
| RK Dubrava                    | 61–63  | FH Hafnarfjordur      | 29–33  | 32–30   |

### Round 2
Si sono qualificate 32 squadre per il secondo turno di qualificazione. L'andata si è giocata tra Il 5 e il 13 ottobre mentre il ritorno si è giocato tra il 13 e il 14 ottobre 2018.
| Squadra 1                 | Totale | Squadra 2             | Andata | Ritorno |
| ------------------------- | ------ | --------------------- | ------ | ------- |
| RK Vojvodina              | 55–44  | GPT Aalsmeer          | 29–21  | 26–23   |
| CSA Steaua Bucarest       | 48–50  | Maccabi Rishon LeZion | 25–23  | 23-27   |
| RD Riko Ribnica           | 56–59  | Selfoss               | 30–27  | 26–32   |
| RK Gorenje Velenje        | 47–45  | Gwardia Opole         | 26–22  | 21–23   |
| Kaerjeng HB               | 64–74  | Achilles Bocholt      | 29–33  | 35–41   |
| HCB Karvina               | 58–47  | HC Prolet 62          | 26–22  | 32–25   |
| S.L. Benfica              | 71–63  | FH Hafnarfjordur      | 37–31  | 34–31   |
| Sport36-Komlo             | 56–56  | Olympiacos SFP        | 34–29  | 22–27   |
| OCI-Lions                 | 52–52  | Alpla HC Hard         | 23–23  | 29–29   |
| Aalborg Handbold          | 60–53  | Pfadi Winterthur      | 31–29  | 29–24   |
| Drammen HK                | 57–53  | KH Begas Famiglia     | 37–26  | 20–27   |
| HC Spartak                | 46–47  | BSV Berna             | 28–23  | 18–24   |
| FC Porto                  | 58–54  | SKA Minsk             | 34–29  | 24–25   |
| ZTR Zaporižžja            | 60–68  | Kadetten Schaffhausen | 27–30  | 33–38   |
| HC Dobrogea Sud Constanta | 57–44  | Talent M.A.T. Plzeň   | 28–21  | 29–23   |
| IBV Vestmannaeyjar        | 49–59  | PAUC                  | 24–23  | 25–36   |

### Round 3
Per il terzo turno di qualificazione si sono qualificate 32 squadre. L'andata si gioca tra il 17 e 18 novembre mentre il ritorno si gioca tra il 24 e il 25 novembre 2018.
| Squadra 1                   | Totale | Squadra 2                  | Andata | Ritorno |
| --------------------------- | ------ | -------------------------- | ------ | ------- |
| SC Magdeburgo               | 53–57  | FC Porto                   | 26–23  | 27–34   |
| Naturhouse La Rioja         | 50–50  | Kadetten Schaffhausen      | 26–22  | 24–28   |
| PAUC                        | 50–53  | TTH Holstebro              | 25–25  | 25–28   |
| Maccabi Rishon LeZion       | 59–63  | Saint-Raphaël Var Handball | 29–36  | 30–27   |
| Aalborg Handbold            | 31–29  | Füchse Berlin              | 31–29  | 23–28   |
| Fraikin Granollers          | 57–49  | RK Gorenje Velenje         | 24–25  | 33–24   |
| THW Kiel                    | 70–41  | Drammen HK                 | 34–23  | 36–18   |
| HK Malmö                    | 50–57  | HC Dobrogea Sud Constanta  | 22-23  | 28–34   |
| Grundfos Tatabanya KC       | 58–45  | OCI-Lions                  | 31–18  | 27–27   |
| Olympiacos SFP              | 47-55  | RK Nexe                    | 22–25  | 25–30   |
| KS Azoty-Puławy             | 60–54  | Selfoss                    | 33–26  | 27–28   |
| Achilles Bocholt            | 54–71  | Liberbank Cuenca           | 29–34  | 25–37   |
| TSV Hannover-Burgdorf       | 74–69  | S.L. Benfica               | 41–36  | 33–33   |
| HC Eurofarm Rabotnik Bitola | 59–47  | BSV Berna                  | 29–19  | 30–28   |
| HCB Karavina                | 62–66  | Balatonfuredi KSE          | 33-34  | 29–32   |
| RK Vojvodina                | 52–70  | GOG Gudme                  | 27–32  | 25–38   |

## Fase a gironi

### Sorteggi e formula
Le 16 squadre qualificate alla fase a gironi sono state raggruppate in 4 fasce per il sorteggio in base al ranking. 
Le squadre della stessa nazione non saranno sorteggiate nello stesso girone.
I criteri da seguire in caso di arrivo a pari punti sono:
- punti ottenuti negli scontri diretti;
- differenza reti negli scontri diretti;
- maggior numero di reti segnate negli scontri diretti;
- differenza reti generale;
- maggior numero di reti segnate in generale.

Qualora questi criteri non soddisfino una squadra si procederà con l'estrazione a sorte, nella sede dell'EHF a Vienna davanti ai responsabili di ogni squadra.

### Fasce d'estrazione
| Prima fascia                                                            | Seconda fascia                                                             | Terza fascia                                                              | Quarta fascia                                                 |
| ----------------------------------------------------------------------- | -------------------------------------------------------------------------- | ------------------------------------------------------------------------- | ------------------------------------------------------------- |
| Fraikin Granollers Füchse Berlin TSV Hannover-Burgdorf FC Porto Sofarma | TTH Holstebro Naturhouse La Rioja Grundfos Tatabánya KC KS Azoty-Puławy SA | Liberbank Cuenca Saint-Raphaël Var Handball THW Kiel HC Eurofarm Rabotnik | RK Nexe GOG Gudme Balatonfuredi KSE HC Dobrogea Sud Constanta |

### Girone A
|  | Pos. | Squadra                    | Pt | G | V | N | S | GF  | GS  | D   |
|  | ---- | -------------------------- | -- | - | - | - | - | --- | --- | --- |
|  | 1.   | Füchse Berlino             | 10 | 6 | 5 | 0 | 1 | 192 | 166 | +26 |
|  | 2.   | Saint-Raphaël Var Handball | 8  | 6 | 4 | 0 | 2 | 180 | 169 | +11 |
|  | 3.   | Naturhouse La Rioja        | 4  | 6 | 2 | 0 | 4 | 174 | 180 | -6  |
|  | 4.   | Balatonfuredi KSE          | 2  | 6 | 1 | 0 | 5 | 156 | 187 | -31 |

### Girone B
|  | Pos. | Squadra               | Pt | G | V | N | S | GF  | GS  | D   |
|  | ---- | --------------------- | -- | - | - | - | - | --- | --- | --- |
|  | 1.   | Grundfos Tatabánya KC | 9  | 6 | 4 | 1 | 1 | 172 | 154 | +18 |
|  | 2.   | TSV Hannover-Burgdorf | 7  | 6 | 3 | 1 | 2 | 162 | 144 | +18 |
|  | 3.   | RK Nexe               | 6  | 6 | 3 | 0 | 3 | 156 | 160 | -4  |
|  | 4.   | HC Eurofarm Rabotnik  | 2  | 6 | 1 | 0 | 5 | 133 | 165 | -32 |

### Girone C
|  | Pos. | Squadra                   | Pt | G | V | N | S | GF  | GS  | D   |
|  | ---- | ------------------------- | -- | - | - | - | - | --- | --- | --- |
|  | 1.   | FC Porto Sofarma          | 12 | 6 | 6 | 0 | 0 | 196 | 168 | +28 |
|  | 2.   | TTH Holstebro             | 6  | 6 | 3 | 0 | 3 | 175 | 160 | +15 |
|  | 3.   | HC Dobrogea Sud Constanta | 4  | 6 | 2 | 0 | 4 | 165 | 174 | -9  |
|  | 4.   | Liberbank Cuenca          | 2  | 6 | 1 | 0 | 5 | 152 | 186 | -34 |

### Girone D
|  | Pos. | Squadra            | Pt | G | V | N | S | GF  | GS  | D   |
|  | ---- | ------------------ | -- | - | - | - | - | --- | --- | --- |
|  | 1.   | THW Kiel           | 12 | 6 | 6 | 0 | 0 | 191 | 144 | +47 |
|  | 2.   | GOG Gudme          | 6  | 6 | 3 | 0 | 3 | 182 | 180 | +2  |
|  | 3.   | Fraikin Granollers | 5  | 6 | 2 | 1 | 3 | 174 | 195 | -21 |
|  | 4.   | KS Azoty-Puławy    | 1  | 6 | 0 | 1 | 5 | 169 | 197 | -28 |

### Ranking seconde classificate
| Girone | Squadra                    | PG | V | N | P | GF  | GS  | DR  | PTI |
| ------ | -------------------------- | -- | - | - | - | --- | --- | --- | --- |
| A      | Saint-Raphaël Var Handball | 6  | 4 | 0 | 2 | 180 | 169 | +11 | 8   |
| B      | TSV Hannover-Burgdorf      | 6  | 3 | 1 | 2 | 162 | 144 | +18 | 7   |
| C      | TTH Holstebro              | 6  | 3 | 0 | 3 | 175 | 160 | +15 | 6   |
| D      | GOG Gudme                  | 6  | 3 | 0 | 3 | 182 | 180 | +2  | 6   |

## Quarti di Finale
Il THW Kiel ha vinto il proprio girone ed è automaticamente qualificato alle Final4. Nella prima fascia sono inserite le prime classificate degli altri gironi, nella seconda fascia sono inserite le seconde classificate. I quarti di finale consistono in gare di andata e ritorno.
| Prima Fascia       |
| ------------------ |
| Füchse Berlino     |
| Grundfos Tatabanya |
| FC Porto Sofarma   |

| Seconda Fascia             |
| -------------------------- |
| Saint-Raphaël Var Handball |
| TSV Hannover-Burgdorf      |
| TTH Holstebro              |

| Squadra 1                  | Totale | Squadra 2          | Andata | Ritorno |
| -------------------------- | ------ | ------------------ | ------ | ------- |
| TSV Hannover-Burgdorf      | 54–64  | Füchse Berlino     | 26–34  | 28–30   |
| TTH Holstebro              | 52–50  | Grundfos Tatabanya | 29–24  | 23–26   |
| Saint-Raphaël Var Handball | 60–64  | FC Porto Sofarma   | 30–30  | 30-34   |

## Final4

### Semifinali
| Squadra 1      | Squadra 2        | Risultato          |
| -------------- | ---------------- | ------------------ |
| TTH Holstebro  | THW Kiel         | Kiel, 17 mag. 2019 |
| TTH Holstebro  | THW Kiel         | 26 – 32            |
| Füchse Berlino | FC Porto Sofarma | Kiel, 17 mag. 2019 |
| Füchse Berlino | FC Porto Sofarma | 24 – 20            |

### Finale 3/4 posto
| Squadra 1     | Squadra 2        | Risultato          |
| ------------- | ---------------- | ------------------ |
| TTH Holstebro | FC Porto Sofarma | Kiel, 18 mag. 2019 |
| TTH Holstebro | FC Porto Sofarma | 26 – 28            |

### Finale
| Squadra 1 | Squadra 2      | Risultato          |
| --------- | -------------- | ------------------ |
| THW Kiel  | Füchse Berlino | Kiel, 18 mag. 2019 |
| THW Kiel  | Füchse Berlino | 26 – 22            |